# Malthonica pasquinii
Malthonica pasquinii är en spindelart som först beskrevs av Brignoli 1978.  Malthonica pasquinii ingår i släktet Malthonica och familjen trattspindlar.
Artens utbredningsområde är Turkiet. Inga underarter finns listade i Catalogue of Life.